# Shin Megami Tensei: Devil Summoner 2: Raidou Kuzunoha vs. King Abaddon
Shin Megami Tensei: Devil Summoner 2: Raidou Kuzunoha vs. King Abaddon, conosciuto semplicemente come Devil Summoner: Raidou Kuzunoha vs. King Abaddon (デビルサマナー 葛葉ライドウ 対 アバドン王?, Debiru Samanā: Kuzunoha Raidō tai Abadon Ō) in Giappone è un videogioco di ruolo della serie Megami Tensei. Insieme con il precedente capitolo Devil Summoner: Raidou Kuzunoha vs. The Soulless Army ed il romanzo Devil Summoner: Raidou Kuzunoha vs. The Dead Ekishi, questo gioco continua la storia degli spin off dedicati al personaggio di Raidou Kuzunoha.
Sviluppato e pubblicato dalla Atlus, è stato commercializzato in Giappone il 3 ottobre 2008 in due formati. La versione standard include il CD con la colonna sonora, mentre l'edizione limitata, Devil Summoner: Raidou Kuzunoha vs. King Abaddon Plus, è confezionata insieme ad una nuova versione di Shin Megami Tensei III: Nocturne intitolata Shin Megami Tensei III: Nocturne Maniax Chronicle Edition, che include un'apparizione del personaggio di Raidou Kuzunoha.
Shin Megami Tensei: Raidou Kuzunoha vs. King Abaddon è stato in seguito pubblicato in America del Nord il 12 maggio 2009 e venduto insieme ad un peluche di Raiho, una versione di Jack Frost, mascotte della Atlus, vestita da Raidou. La Koei che si era in precedenza occupata della pubblicazione di altri titoli della serie in Europa, non ha mai annunciato la pubblicazione di Shin Megami Tensei: Devil Summoner 2: Raidou Kuzunoha vs. King Abaddon, in territori della regione PAL.